# ホロムイソウ
ホロムイソウ（幌向草、Scheuchzeria palustris）はホロムイソウ科、ホロムイソウ属の多年草。一属一種。

## 特徴
北半球の亜寒帯に広く分布し、淡水の湿地に生育する。日本では北海道・東北地方に分布し、京都市の深泥池にも隔離分布する（世界的に南限とされる）。
高さ10–40 cmで、茎には葉鞘を持つ細長い葉が互生する。葉は20cm程度になり、先端は丸く、目立つ開口部がある。

黄緑色の花は両性の風媒花で、夏に総状花序にまばらに咲く。花には6個の花被および雄蕊が6個あり、雌蕊は3個が離生して基部のみ合着する。

## 分類
ホロムイソウ科はかつてはシバナ科（Juncaginaceae）と一緒にまとめられていたが、現在では分けている。
2亜種が認められている。
- Scheuchzeria palustris subsp. palustris. ヨーロッパ北東部、アジア北部
- Scheuchzeria palustris subsp. americana (Fernald) Hultén. 北米北部

## 命名
属名はスイスの博物学者ヨハン・ヤーコブ・ショイヒツァーと、その兄弟Johann Kaspar Scheuchzerへの献名である。種小名はラテン語で沼を意味する。
和名は、日本では幌向（ほろむい：北海道岩見沢市）で発見されたことによる。
英名には"Rannoch-rush"や"pod grass"がある。Rannochは、ブリテン島において初めて発見された場所がスコットランド中央のRannoch Moorであったことによる。また、この場所は現在、ブリテン島における本種の唯一の自生地となっている。

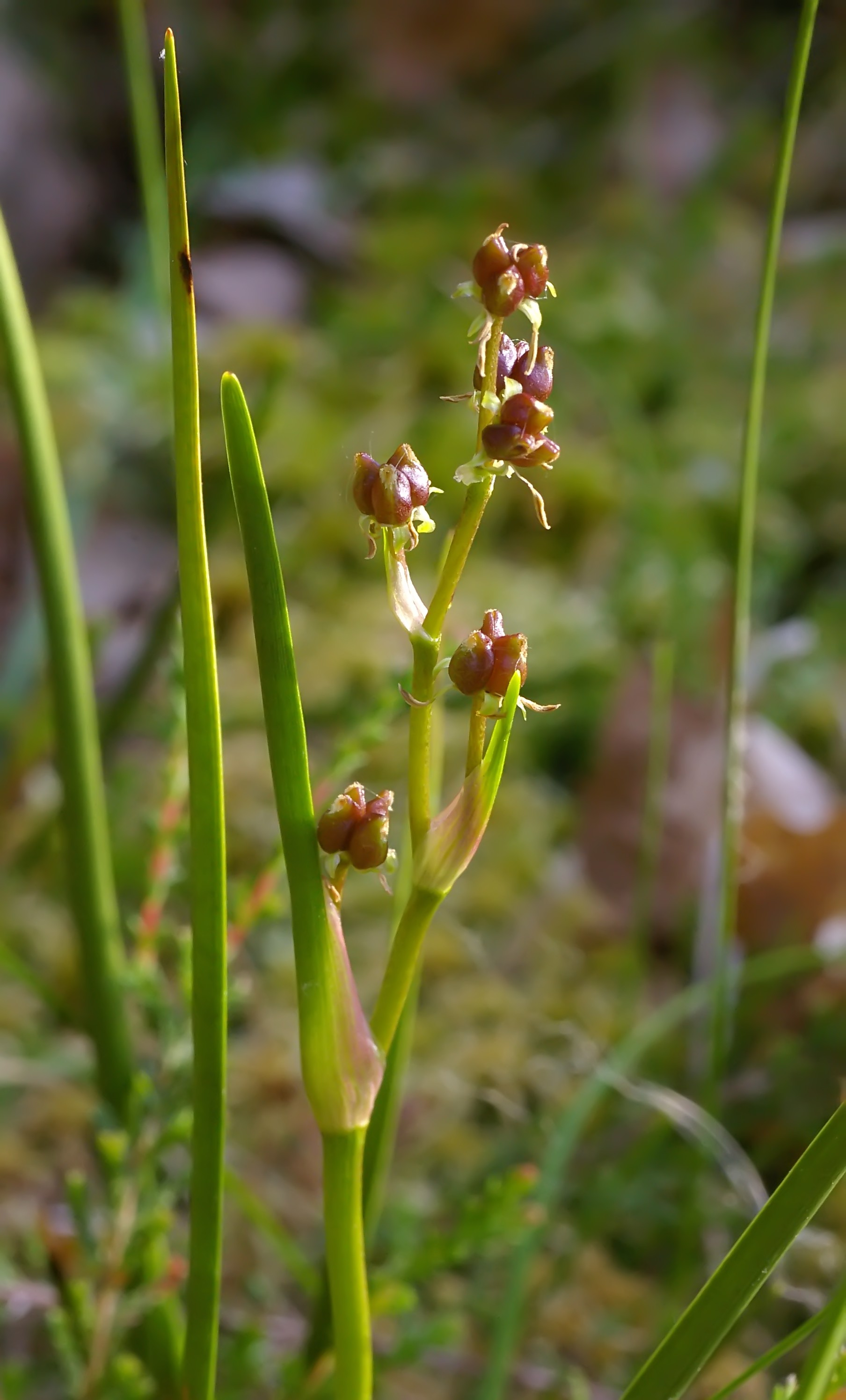
Flowering plant
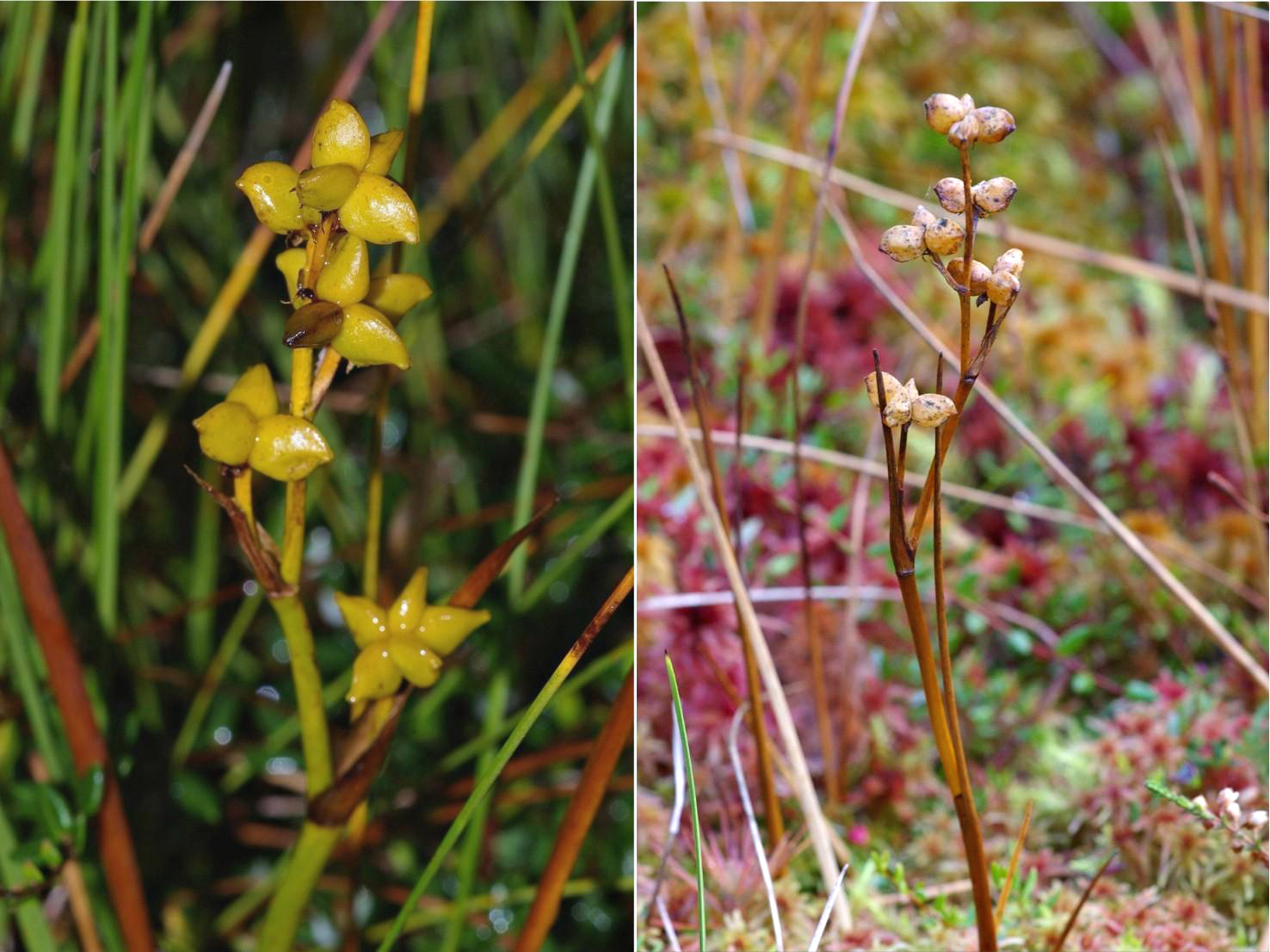
Stem with seeds, left; winter stem, right
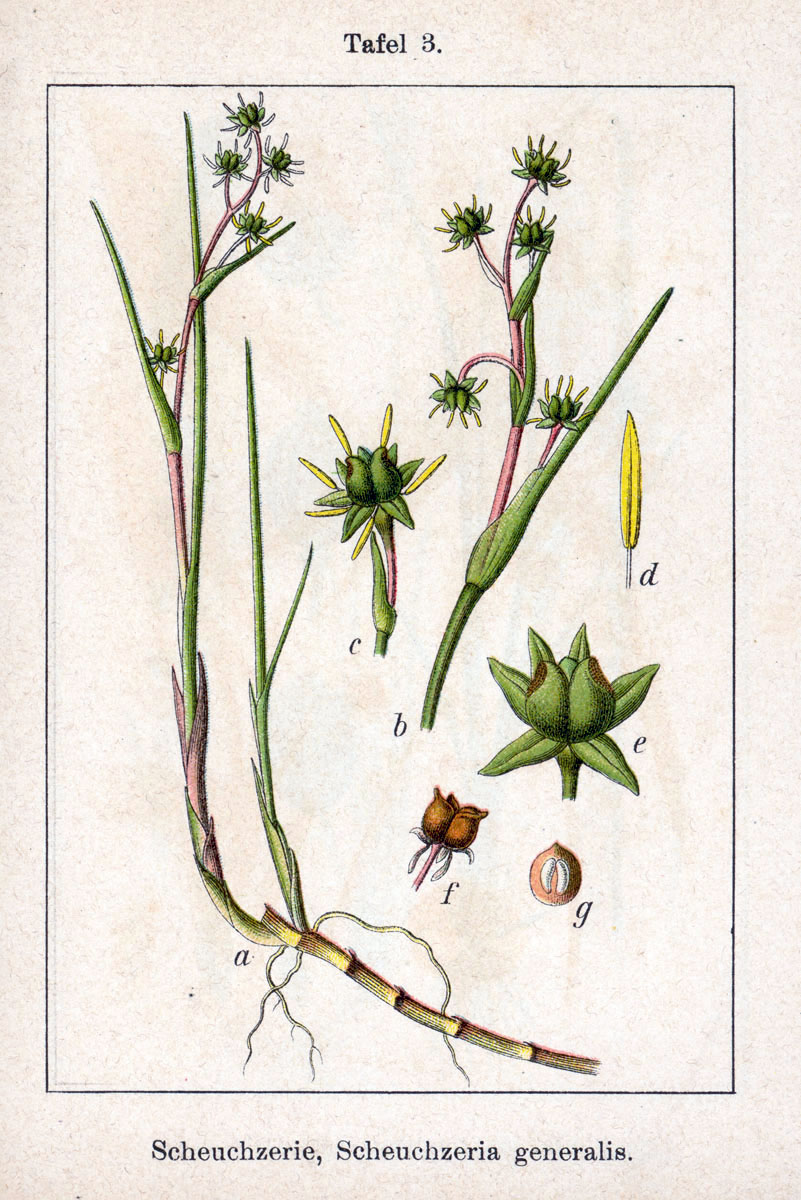
1796 illustration